# 香蕉影业
上海香蕉计划影视文化有限公司（英語：Banana Pictures，简稱香蕉影业），隶属于上海香蕉计划文化发展有限公司，成立于2015年10月，是中國大陸一家影视公司。

## 活动事件
2017年9月26日发起的第一届“香蕉新导演掘地计划”，活动共收到影片征片840部，参与导演812位。2018年4月26日，有16位导演被发掘，奖金总额640万。于2018年7月1日发起发掘编剧的“香蕉新编剧圆梦计划”。
2018年，公司参与出品的电影《後來的我們》上映，收获票房13.61亿元，但也陷入了退票事件的争议。
2023年6月，公司被强制执行20.8万元。同年11月，再被强制执行2.4万元。在2023年，王思聪持股占87.13%。